# حادثه نیشومارو
حادثه نیشومارو (نیشومارو، فارسی: حادثه کشتی نیشومارو) است، در سال ۱۹۵۳ در جریان ملی شدن نفت ایران رخ داده‌است زمانیکه خرید نفت از ایران تحریم شده بود اما کشتی نیشیمارو با نقض تحریم‌ها وارد خلیج فارس شد و به موضوع بین‌المللی تبدیل گردید. کارکنان شرکت ملی نفت و نماینده مصدق در آبادان استقبال باشکوهی از این کشتی کردند. ژاپن در مورد این حادثه یک کتاب و یک فیلم سینمایی دارد. رمان مردی که او را با لقب دزد دریایی می‌نامیدند (A Man Called Pirate) اثر نائوکی هیاکوتا که در سال ۲۰۱۳ پرفروش‌ترین کتاب سال ژاپن شد و فیلم سینمایی سوخت‌رسان (Fueled The Man They Called Pirate 2016) در این مورد هستند.

## بررسی حادثه

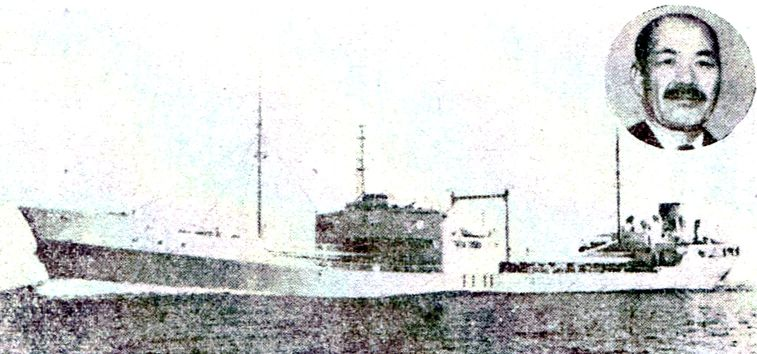
نیشومارو (نسل ۲) تصویراز جی جی پرس «صفحه تفسیر روزانه» شماره ۲۲۳5 (1953). سمت راست بالا کاپیتان تاتسوو نیتا است

در زمان تحریم نفتی ایران (در ۱۹۵۳)، شرکت ایدمیتسو با اعزام نفت‌کش نیشومارو به آبادان نشان داد که در کنار دولت و مردم ایران است».
در دوران ملی شدن صنعت نفت، خرید نفت ایران توسط انگلیس و آمریکا تحریم شد. انگلیس طی بیانیه‌ای اعلام کرد هر کشوری از ایران نفت بخرد، انگلستان هر اقدامی را علیه آن می‌تواند انجام دهد. در آن زمان شرکت ژاپنی ایدمیتسو سازوئو با وجود خطر حمله ناوهای انگلیسی یا ورشکستگی شرکت، به‌منظور حمایت از مردم ایران و حفظ روابط دوستانهٔ توکیو-تهران، به سمت آبادان حرکت کرد و نفت خریداری‌شده ایران را به ژاپن رساند.
در آن زمان رئیس شرکت خطاب به خدمه کشتی نامه‌ای می‌نویسد و می‌گوید: «ایرانی‌ها شجاع هستند و جلوی انگلیسی‌ها ایستاده‌اند، کشتی نیشومارو باید به ایران کمک کند».
کشتی ژاپنی که علی‌رغم تهدیدات بریتانیا و اعلام اینکه کشتی ژاپنی بنزین سرقت شده حمل می‌کند و خلیج فارس مقبره کشتی خواهد شد با خطرات فراوان به آبادان رسید مورد استقبال گرم مردم و نماینده دکتر مصدق قرار گرفت؛ و محموله نفت خود را بارگیری و به ژاپن عزیمت کرد. انگلستان علی‌رغم احضار سفیر ژاپن و شکایت در دادگاه، پس از گذشت یک سال ناچار شد شکایت خود را پس بگیرد.
همزمان با سردرگمی و آشفتگی در توکیو، در تهران هیئت مذاکره‌کننده پس از بررسی نتیجه مذاکره اول با مصدق، نخست‌وزیر، پیشنهاد متقابل ایده‌میتسو را به نخست‌وزیر تقدیم داشت. کپی نسخه این پیشنهاد به زبان انگلیسی باقی مانده‌است. کوتاه و ساده شده آن در زیر می‌آید:
اول: دربارهٔ [خرید] نفتکش بود که دولت ایران اشتیاق بسیار به آن نشان می‌داد؛ به این ترتیب که مواد فولادی قراضه که دولت در خرمشهر داشت به بهای عادلانه خریده شود و دولت حاصل فروش آن را به خرید تانکر حدود ۷۰ هزار تنی و به مبلغ حدود یک میلیون و ۲۰۰ هزار دلار تخصیص دهد. پس از آن دولت ایران این نفتکش را به شرکت ایده‌میتسو اجاره دهد تا با آن نفت از ایران به ژاپن حمل کند.
دوم: دربارهٔ مقدار نفت مورد معامله بود، که در مذاکره اول با نخست‌وزیر مطرح نشده بود. مقدار فراورده‌های نفتی که ایده‌میتسو در آینده نزدیک می‌خرد ۴۰۰ هزار تن و قیمت آن برپایه نازل‌ترین قیمت رایج نفت سواحل خلیج مکزیک با منظور کردن کسر و تخفیف به نرخ‌های زیر باشد:
- بنزین ۲۵ درصد
- دیگر فراورده‌های نفتی ۲۹ درصد

علاوه بر این، معادل اختلاف کرایه حمل از آبادان به ژاپن و از لس‌آنجلس به ژاپن نیز در قیمت تخفیف داده شود. مدت این قرارداد ۱۰ سال از تاریخ تحویل نخستین محموله از این ۴۰۰ هزار تن خواهد بود. در این مدت شرکت ایده‌میتسو می‌تواند به قیمتی که به این شرکت امکان رقابت با دیگر شرکت‌های نفتی ژاپن را می‌دهد فراورده‌های نفتی به‌صورت انحصاری از ایران به ژاپن وارد کند. قیمت (ترجیحی) این محموله‌ها (پس از ۴۰۰ هزار تن اول) به‌تناسب احوال وقت و با توافق طرفین معین خواهد شد. در این طرح قرارداد کیفیت فراورده‌های نفتی و نحوه پرداخت قیمت آن و موارد دیگر معین شده، و در پایان متن آمده بود:
«به ملاحظه اوضاع کنونی بین‌الملل پیرامون نفت ایران، قطعاً لازم است که شرکت ایده‌میتسو همین‌که نمایندگانش به ژاپن بازگردند، از دولت ژاپن برای وارد کردن نفت ایران اجازه بگیرد؛ و امید دارد که این موضوع در اینجا محرمانه نگه داشته شود.»[همزمان با این سردرگمی و آشفتگی در توکیو، در تهران هیئت مذاکره‌کننده پس از بررسی نتیجه مذاکره اول با مصدق، نخست‌وزیر، پیشنهاد متقابل ایده‌میتسو را به نخست‌وزیر تقدیم داشت. کپی نسخه این پیشنهاد به زبان انگلیسی باقی مانده‌است. کوتاه و ساده شده آن در زیر می‌آید:
اگرچه ایران که تحت تأثیر انگلیس بود، پس از جنگ جهانی دوم مستقل بود، اما منابع نفتی آن، که در آن زمان بزرگترین کشور جهان تخمین زده می‌شد، تحت پایتخت انگلیس است و هم خزانه داری ملی ایران و هم مردم سود می‌برند. در شرایطی بود که به اندازه کافی نمی‌چرخید. در میان آنها، ایران ملی شدن نفت را در سال ۱۹۵۱ اعلام کرد. انگلیس سرکوب کشتی جنگی را به خاورمیانه اعزام می‌کند و به جامعه جهانی می‌گوید غرق شدن یک نفتکش که برای خرید نفت آمده‌است. ایران نگرش خود را نسبت به انگلیس، که تحریم‌های اقتصادی عملی را تحریم می‌کند، محکم کرد. اینها بحران آبدرین نامیده می شد و اوضاع به گونه ای بود که جنگ نزدیک می‌شد.
از طرف دیگر، ژاپن پس از جنگ جهانی دوم تحت اشغال قدرتهای متفقین مانند انگلستان و ایالات متحده بود و وارد کردن آزادانه نفت از طریق مسیر خاص خود دشوار بود زیرا حتی پس از پایان اشغال، با هر دو کشور در اتحاد است. این مانع توسعه اقتصادی بود. در مورد قید از ایرانیان از فقر و توسعه اقتصادی مربوط می‌شد IDEMITSU KOSAN رئیس‌جمهور Sazo IDEMITSU مشخص است این است که هیچ توجیهی تحت قوانین بین‌المللی به تحریم‌های اقتصادی علیه ایران، مخفیانه وجود دارد Nisshomaru (تانکر، به همین نام از کشتی به عنوان نسل دوم، تصمیم گرفتم آنرا بفرستم. در مورد درگیری با دولت ژاپن که از درگیری با انگلستان می‌ترسد، در سال ۱۹۵۲ وی یک وزیر امور خارجه به نام Keisuke Idemitsu فرستاد که مدیرعامل ارشد از طریق یک کشور سوم به ایران است. گفتگو با مقامات ایرانی مانند نخست‌وزیر محمد مصدک.
طرف ایرانی گفت که آنها در ابتدا به سابقه قبلی بی‌اعتماد بودند که حتی اگر توافق کنند، نمی‌توانند تجارت کنند و ادمیتسو که در آن زمان فقط یک تجارت کوچک بود. پس از مذاکره طولانی، توافق‌نامه ای تنظیم می‌شود، بحث‌هایی برای پیروی از قوانین داخلی و خارجی، اقدامات برای جلوگیری از ایجاد نقص دیپلماتیک دولت ژاپن، اقدامات تحت قوانین بین‌المللی و راهکارهای استفاده از نقاط ضعف در قانون برگزار خواهد شد. مدارک لازم، محل نگهداری و روندهای بین‌المللی پیش‌بینی زمان اجرا از افکار عمومی بین‌المللی، و با دقت آماده از قبیل خطر تحقیقات نقطه در این سفر، Nisshomaru است ۱۹۵۳ (۱۹۵۳) ۲۳ مارس ۹ صبح، کوبه بندر با اعتماد به نفس عزیمت کنید
من فهمیدم که در گزارش ظهر (گزارش موقعیت) مورد نیاز فرماندهی کل ارتش فرمانده متفقین در ژاپن تحت اشغال نیروهای متفقین، از جمله انگلستان، هیچ قانون مجازاتی وجود ندارد و این کار را نکرد، مبدل مسیر. سپس در تاریخ ۱۰ آوریل به ایران آمدم و از رویال دریایی مخفی شدم. در این نقطه، جهان در رسانه‌های جمعی گزارش شده‌است که به عنوان یک حادثه بین‌المللی شناخته شده‌است. در ژاپن، یک شرکت خصوصی غیر مسلح به عنوان "پرونده فروش یک نزاع " به نیروی دریایی انگلیس، که دومین نیروی دریایی بزرگ جهان در آن زمان بود، گزارش شد و هر روز در مقاله ای در روزنامه در ژاپن گزارش می‌شد.
ساعت ۱ بامداد ۱۰ آوریل، در تاریکی آب‌های آبادان، نیشومارو در بارانداز ۱۹ بندر آبادان پهلو گرفت و سفر ۱۸ روزه نیشومارو به آبادان با موفقیت انجام شد. یک روز پس از پهلو گرفتن نیوشمارو، ایده میتسو در کنفرانسی خبری جزئیات خرید نفت از ایران را علنی کرد که با خشم انگلستان همراه شد. در هیاهوی بیانیه‌های بین‌المللی، نیشومارو طی مدت ۵۴ ساعت بارگیری خود را تمام کرد و در غروب ۱۳ آوریل میهانی بزرگی را با حضور مقامات ایرانی روی عرضه خود ترتیب داد و به هر یک از مدعوین سیب و کراوات هدیه داده شد و سهام السطان بیات مدیرعامل شرکت ملی نفت نیز ۳ قالیچه ایرانی به ناخدای کشتی پیشکش کرد.
پس از پایان آنشب پر خاطره در آبادان س ار طی مراحل آماده‌سازی سفر نیشومارو، این نفتکش ساعت ۶ و ۱۰ دقیقه صبح روز ۱۵ آوریل روانه ژاپن شد هرچند که اضطراب از توقیف کشتی در میان خدمه نفتکش دیده می‌شد.
ماجرای رفت و برگشت دو ماهیت جداگانه ای به خود گرفته بودند ولی لندن این بار به جای توقیف کشتی به دادگاه شکایت برد و نیشومارو با خیالی راحت تر پس از ۴۱ روز و ۲۳ ساعت و ۱۷ دقیقه سفر در بندر کاواساکی لنگر انداخت و محموله خود را تخلیه کرد. در همان روزها عباس یرخیده، فؤاد روحانی و جلال عبده معاون نماینده ایران در سازمان ملل رهسپار ژاپن شدند و لایحه محکمی را برای تبرئه ایده میتسو تنظیم کردند.
ایده میتسو که از موفیت آمیز بودن سفر نخست خود در شور و شعف بسیاری به سر می‌برد ۱۴ می سال ۱۹۵۳ را تاریخ رسمی اعزام دوباره نیشومارو به آبادان اعلام کرد تا خود را بی‌تفاوت نسبت به موضع انگلستان نشان دهد. به فاصله دو هفته از سفر دوم نیشومارو به آبادان دادگاه به سود ایده میتسو رای داد و ساکنان نیشومارو در تاریخ ۷ ژوئن به پایکوبی در آبادان بپردازند و شادی خود را با ایرانیان تقسیم کنند.
انگلیس اما عقب نکشید و شکایت دومی را تنظیم کرد اما به یکباره در جریان دادرسی در جلسه ای مخفیانه با نماینده ایده میتسو از پس گرفتن شکایت خود گفت و بایت تمامی جریان‌های رخ داده از این شرکت عذر خواهی کرد.
آوریل ۱۵، نفت عجله لادن نیشومارو است، در افکار عمومی بین‌المللی به توجه، ایران آبادان خروج از بندر. وی با عبور از آب‌های کم عمق و مین‌ها، موفق به فرار از نیروی دریایی انگلیس شد و از طریق محاصره دریایی شکسته شد تا ساعت ۹ در ۹ مه به بندر کاوازاکی برسد. عمده نفت انگلیس انگلیسی انگلیس (سلف BP) با طرح دعوی علیه Idemitsu به دادگاه منطقه توکیو، ادعای مالکیت این محموله را کرد و در همان زمان، دولت ژاپن تحت فشار قرار گرفت تا آن را دفع کند.
با این حال، به دلیل استیضاح ایالات متحده، که با انحصار نفت انگلیس احساس راحتی نمی‌کرد، و افکار عمومی فریاد می‌زدند برای کیا، مجازات اداری کنار گذاشته شد. در جلسه دادگاه، مشروعیت شرکت ژاپن به رسمیت شناخته شد، و در تاریخ ۲۷ مه، دادخواست توقیف موقت رد شد. کمپانی آنگلو ایرانی در همان روز درخواست استیناف کرد ، اما در ۲۹ اکتبر ، این پرونده پس گرفته شد، و در نتیجه با پیروزی ژاپن پایان یافت. این آغاز تجارت آزاد نفت در سراسر جهان بود.
واردات نفت ایران قرار بود در سال ۱۹۵۶ (نمایشگاه ۳۱) تکمیل شود ، تا حدودی به این دلیل که منجر به تقویت همبستگی در بین بزرگان نفت شد.

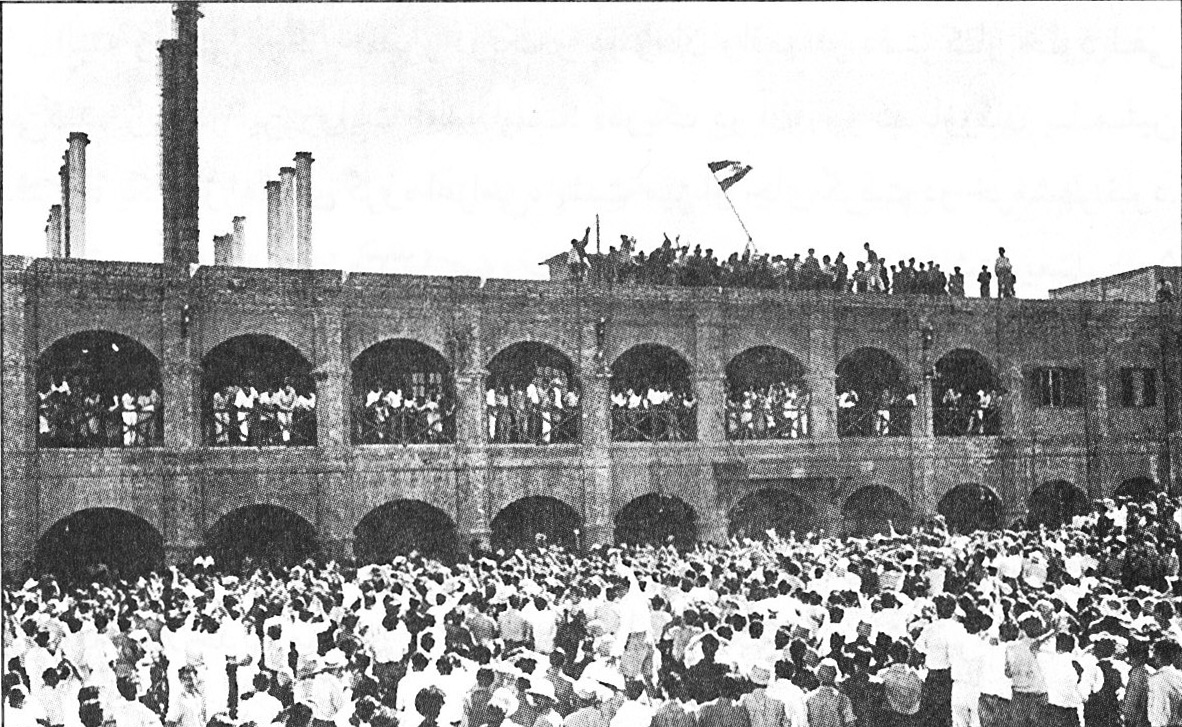
Abadan.

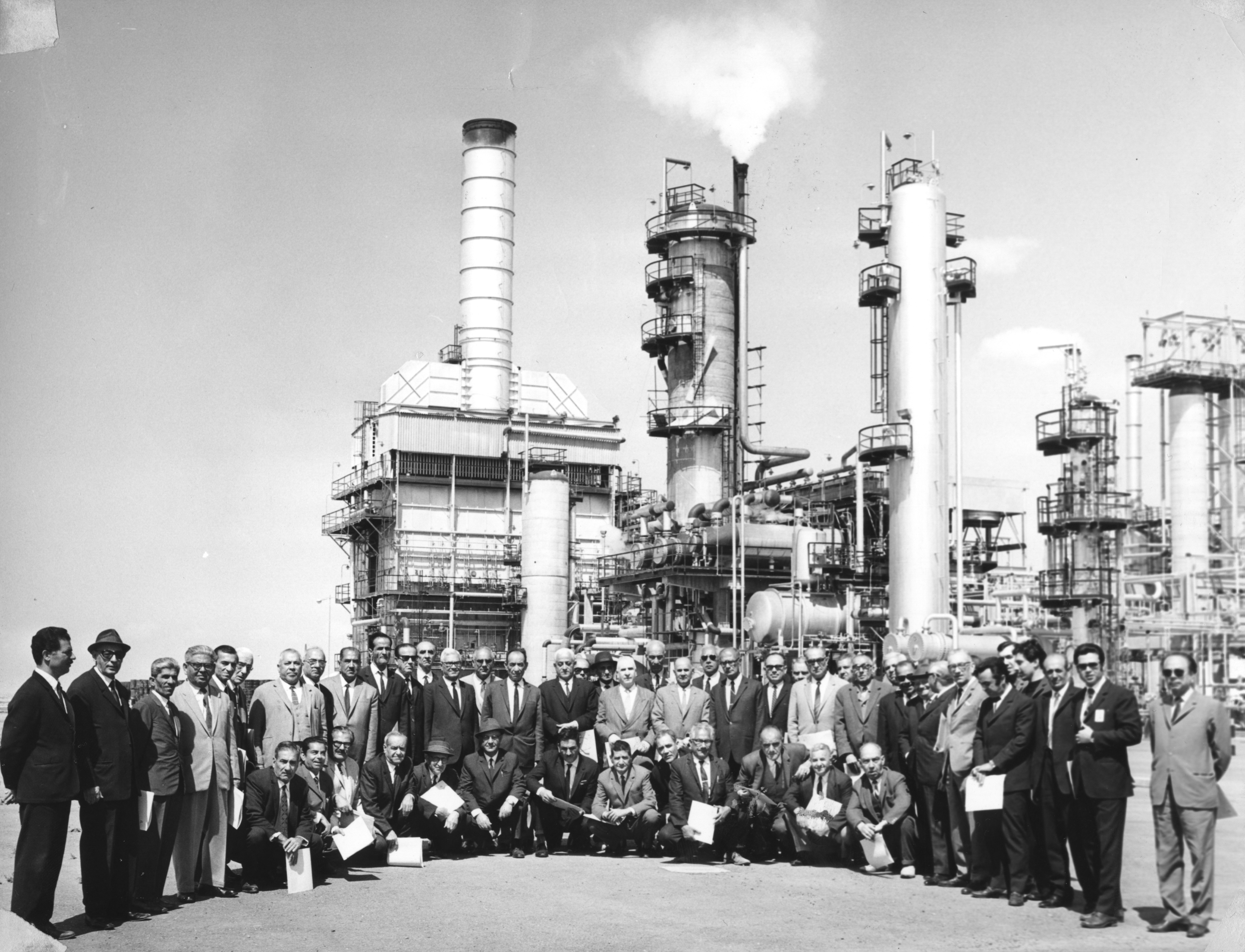
POI Abadan Oil refinery

## گاهشمار حادثه
- مارس ۱۹۵۱، مراسم مقدماتی اعزام کشتی نیشومارو، بزرگترین نفتکش ژاپن در آن زمان به خلیج فارس
- ۱۹۵۲
  - ۱۵ ژوئن کشتی Rosemary، که به‌طور مشترک توسط ایتالیا و سوئیس ساخته شده بود، توسط نیروی دریایی سلطنتی انگلیس در دریای عرب تصرف می‌شود.
  - ۸ سپتامبر پیمان صلح سانفرانسیسکو را امضا کرد و از ژاپن مستقل شد
  - ۱۶ سپتامبر، نیشومارو، مراسم راه اندازی
  - ۱۶ اکتبر ایران روابط دیپلماتیک با انگلیس را اعلام کرد
  - ۲۲ اکتبر، ایران روابط دیپلماتیک با انگلیس را اعلام کرد
  - ۵ نوامبر: معاون مدیر عامل ارشد ادیمتسو و Haruo Teshima ژاپن را ترک می‌کنند
  - ۶ نوامبر دستیار مدیر ادیمتسو وارد پاکستان می‌شود و علی‌رغم اینکه از ورود ممنوع است، مجبور به ورود است
  - ۸ نوامبر ادیمتسو معاون مدیر عامل ارشد، از پاکستان به مقصد ایران عزیمت می‌کند
  - ۹ نوامبر: ملاقات با نخست‌وزیر ایران از جمله دستیار مدیر ادیمتسو برای شروع مذاکرات
  - ۱۹ نوامبر: ادیمتسو معاون مدیرعامل به ژاپن بازگشت
  - ۲۲ دسامبر، نیشومارو به پایان رسید
- ۱۹۵۳
  - ۱۰ ژانویه، وزارت امور خارجه ژاپن اطلاعات مربوط به تماس با ایران را از ادیمتسو بدست می‌آورد
  - ژانویه ادیمتسو تصمیم به استفاده از تنها شرکت نیشومارو پس از لغو یک تانکر منصوب شده توسط Iino Kaiun
  - ۶ فوریه معاون مدیرعامل ادمیتسو دوباره به ایران عزیمت می‌کند
  - ۱۵ فوریه ایران و ادمیتسو رسماً تجارت نفت را امضا کردند
  - ۱۶ مارس نیشومارو از ژاپن به بندر کاوازاکی در ژاپن بازمی‌گردد
  - ۱۸ مارس، نیشومارو، برای بارگیری از بندر کاوازاکی به بندر کوبه منتقل شد (روز بعد از رسیدن)
  - ۲۳ مارس نیشومارو با پنهان کردن مقصد خود از بندر کوبه عزیمت می‌کند
  - ۲۵ مارس، نیشومارو از تنگه بالینتان در شمال فیلیپین عبور می‌کند
  - ۳۱ مارس، نیشومارو از تنگه مالاکا عبور می‌کند
  - ۵ آوریل نیشومارو یک تلگرام رمزنگاری شده را در ساحل Colombo دریافت می‌کند و آن را به صورت بی‌سیم مسدود می‌کند
  - ۷ آوریل نیشومارو به خلیج عمان می‌رسد
  - ۸ آوریل نیشومارو از تنگه هرمز عبور می‌کند و در سایه پنهان می‌شود
  - ۹ آوریل نیشومارو به آبادان خوزستان می‌رسد
  - ۱۰ آوریل نیشومارو وارد بندر آبردین (بندر آبادان در آن زمان در مقاله) شد. خبرگزاری فرانسه گزارش رویترز
  - ۱۰ آوریل شب - وزارت امور خارجه انگلیس دستور تحقیقات سفیر در ژاپن اسلر دنینگ را صادر کرد. ادیمتسو به وزارت امور خارجه گزارش می‌دهد.
  - ۱۱ آوریل، ادیمتسو یک کنفرانس مطبوعاتی برگزار می‌کند
  - ۱۵ آوریل: نیشومارو از بندر آببرین عزیمت می‌کند. کمرها را در حالی که کف کشتی را اندکی مالیده‌اید، از بین کم عمقها بشکنید
  - ۱۶ آوریل نیشومارو از زیر تنگه هرمز در سایه عبور می‌کند
  - ۲۶ آوریل: نیشومارو با دور زدن تنگه سوندا ، سه ناوشکن نیروی دریایی انگلیس را دور زد
  - ۲۶ آوریل نیشومارو با عبور از صخره‌های خطرناک دریای جاوا در سایه، از نیروی دریایی سلطنتی فرار می‌کند
  - ۲۹ آوریل، نیشومارو از تنگه گاسپار عبور می‌کند
  - ۳۰ آوریل، نیشومارو به دریای چین جنوبی می‌رسد، محاصره رادیویی را آزاد می‌کند و با ادیمتسو تماس می‌گیرد
  - ۳۰ آوریل، سفیر انگلیس در انگلیس Shunichi Matsumoto اعتراض شدید را فراخوانده است
  - ۳۰ آوریل، وزارت امور خارجه دولت ژاپن به انگلستان اعلام کرد که نمی‌تواند بدون اطلاع از هر چیزی در معاملات خصوصی مداخله کند.
  - آوریل-مه اعلام کرد که شش گروه خودرو از واردات نفت ایران استقبال می‌کنند. در همین زمان، گزارش‌های خبری شدید و نظرات مختلفی اعلام شد.
  - ۴ ماه مه نیشومارو از تنگه باشی در شمال فیلیپین عبور می‌کند
  - ۷ مه تأیید کرد که بریزبن و نیشومارو به آبهای ژاپن رسیده‌اند. بلافاصله تقاضای ممنوعیت موقت از انگلیسی-ایرانی را به دادگاه منطقه توکیو ارسال کرد
  - در ۸ مه، ادمیتسو اطلاعاتی دریافت کرد که نیروی دریایی رویال در هیروشیما در حال پرواز یک هواپیمای نظامی است، و یک کنفرانس مطبوعاتی برگزار کرد و اطلاعات مثبتی را ارسال کرد که قرار بود وارد بندر توکویاما (بخشدار یاماگوچی) شود.
  - گرفته شده توسط ناشر روزنامه در ۸ مه در نیشومارو و Tosa Oki، افشای اطلاعات مثبت
  - ۹ مه نیشومارو وارد بندر کاوازاکی می‌شود. در همان روز، اولین استدلال شفاهی در دادگاه منطقه توکیو برگزار می‌شود.
  - ۹ ماه مه Keizo Tamaki، معاون وزیر تجارت و صنعت بین‌المللی، به خبرنگاران می‌گوید MITI نمی‌خواهد در این اختلاف نظر داشته باشد
  - ۱۳ مه ممکن است نیشومارو فرود و فرار از توقیف کشتی را انجام دهد
  - ۱۴ مه نیشومارو دوباره به ایران بازگشت تا تجارت را به یک واقعیت تأسیس تبدیل کند
  - ۱۶ مه در دادگاه منطقه توکیو استدلال شفاهی دوم را دارد
  - ۲۷ مه در دادگاه منطقه توکیو درخواست رد شرایط موقت را رد کرد.
  - ۲۷ مه، وزارت امور خارجه ژاپن اعلام کرد که دولت هیچ دخالتی ندارد
  - در ژوئن، دولت ایران قرارداد اولیه با ادیمتسو را بررسی و اعلام کرد که قیمت نفت را با کاهش چشمگیر قیمت‌ها ارائه می‌دهد
  - ۷ ژوئن نیشومارو دوباره به بندر آبادان می‌رسد. با استقبال مقامات ارشد ایرانی و هزاران نفر.